# Wyeomyia vanduzeei
Wyeomyia vanduzeei is een muggensoort uit de familie van de steekmuggen (Culicidae). De wetenschappelijke naam van de soort is voor het eerst geldig gepubliceerd in 1906 door Dyar and Knab.